# 新安江水力発電所

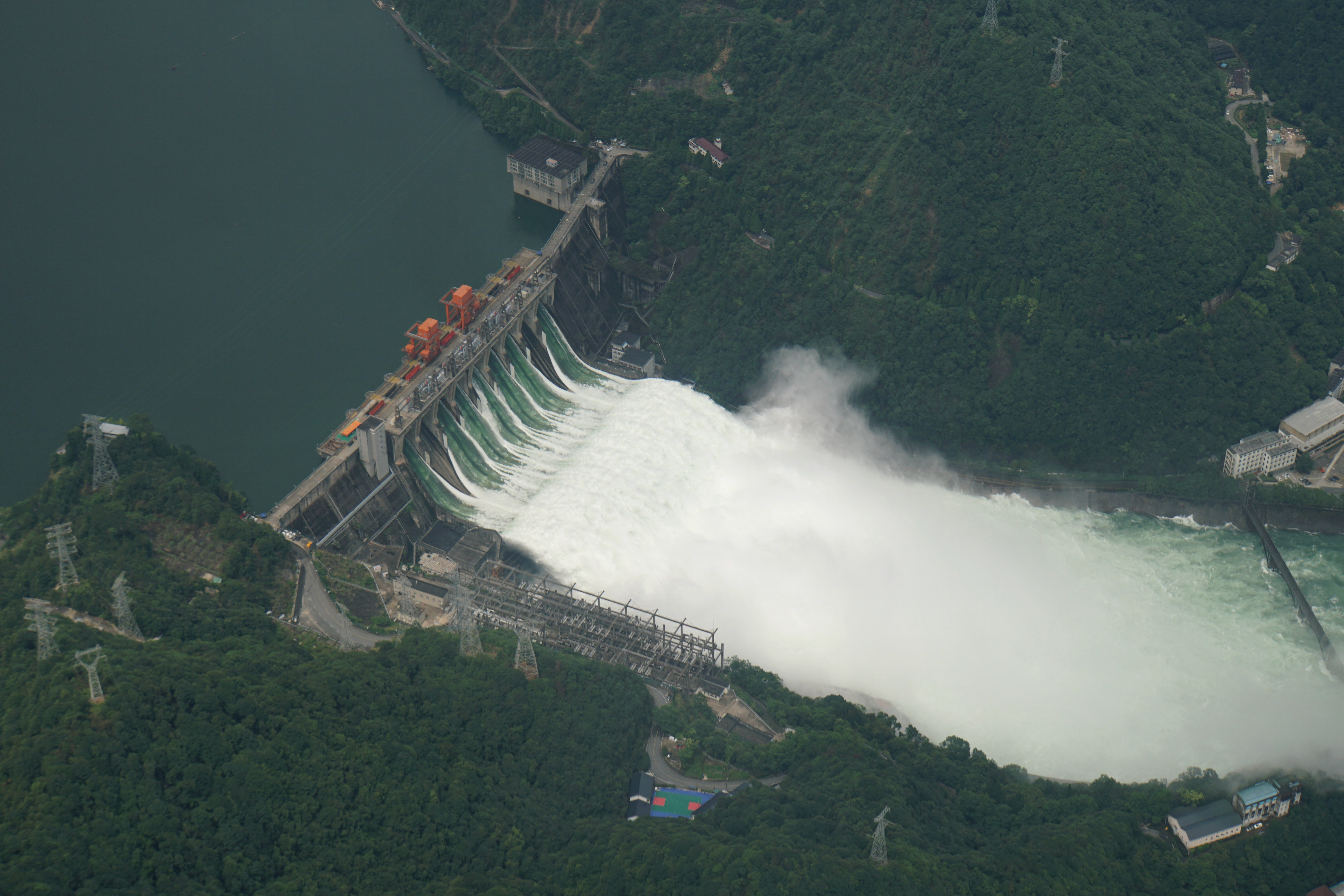
2020年中国大洪水で新安江水力発電所

新安江水力発電所（シンアンチャンすいりょくはつでんしょ）は、中華人民共和国浙江省建徳市にあり、銭塘江上流の新安江に建設された水力発電所。1958年に中国が建設した大型水力発電所であり、数十万KWの電力を浙江省・江蘇省・安徽省の3省および上海市に送電している。
発電所に伴なうダム湖は千島湖と呼ばれ、その面積は581km2であり、貯水量は178億m3に達し、銭塘江両岸の地域への電力供給と、治水の役割を果たしている。ダム湖は千島湖と呼ばれて、多くの島が見える観光地ともなっている。